# George Vâlsan
Gheorghe Vâlsan (n. 21 ianuarie 1885, București — d. 6 august 1935, Carmen Sylva, Constanța) a fost un geograf și etnograf român, membru titular (1920) al Academiei Române. Și-a făcut studiile la București, Berlin și Paris. A fost profesor la universitățile din Iași, Cluj și București; președinte al Societății etnografice române și director al Institutului de geografie din Cluj, pe care l-a înființat și în jurul căruia a înființat o școală geografică românească.
S-a ocupat de probleme de geografie generală („Sensul geografic ca știință”, editat postum), de geomorfologie („Câmpia Română”, 1915) de geografie umană („O fază în popularea țărilor românești”, 1912), de istorie a geografiei („Harta Moldovei de Dimitrie Cantemir”, 1926, pe care a descoperit-o în Biblioteca Națională de la Paris), de etnografie („O știință nouă: etnografia”, 1927), de toponimie, de biogeografie etc.
Gheorghe Vâlsan a conceput geografia ca o știință a marilor ansambluri teritoriale, privite în întregul lor, prin integrarea elementelor componente în unitatea din care fac parte. Este primul geograf român care, pe baza principiului că fenomenele antropogeografice nu sunt independente de împrejurările istorice, face legătura dintre istorie și geografie. Teza sa de doctorat, „Câmpia Română” (1915), lucrare fundamentală a literaturii geografice românești, este primul studiu al unei mari unități geografice, în bună măsură actual și azi mai ales prin aprecierea rolului pe care l-au avut subsidențele locale în dispunerea rețelei hidrografice ți în evoluția reliefului. Prin această lucrare el a pus, în același timp cu Constantin Brătescu, bazele geomorfologiei moderne în România.
Savant de reputație mondială, Vâlsan a reprezentat România în numeroase congrese internaționale de geografie, în care a deținut funcții importante. Este considerat unul din făuritorii entografiei moderne naționale grație operelor sale cu un caracter teoretico-metodologic precum și activități privind orientarea cercetării etnografice atât pe teren cât și în muzee.